# 基幹バス (名古屋市)

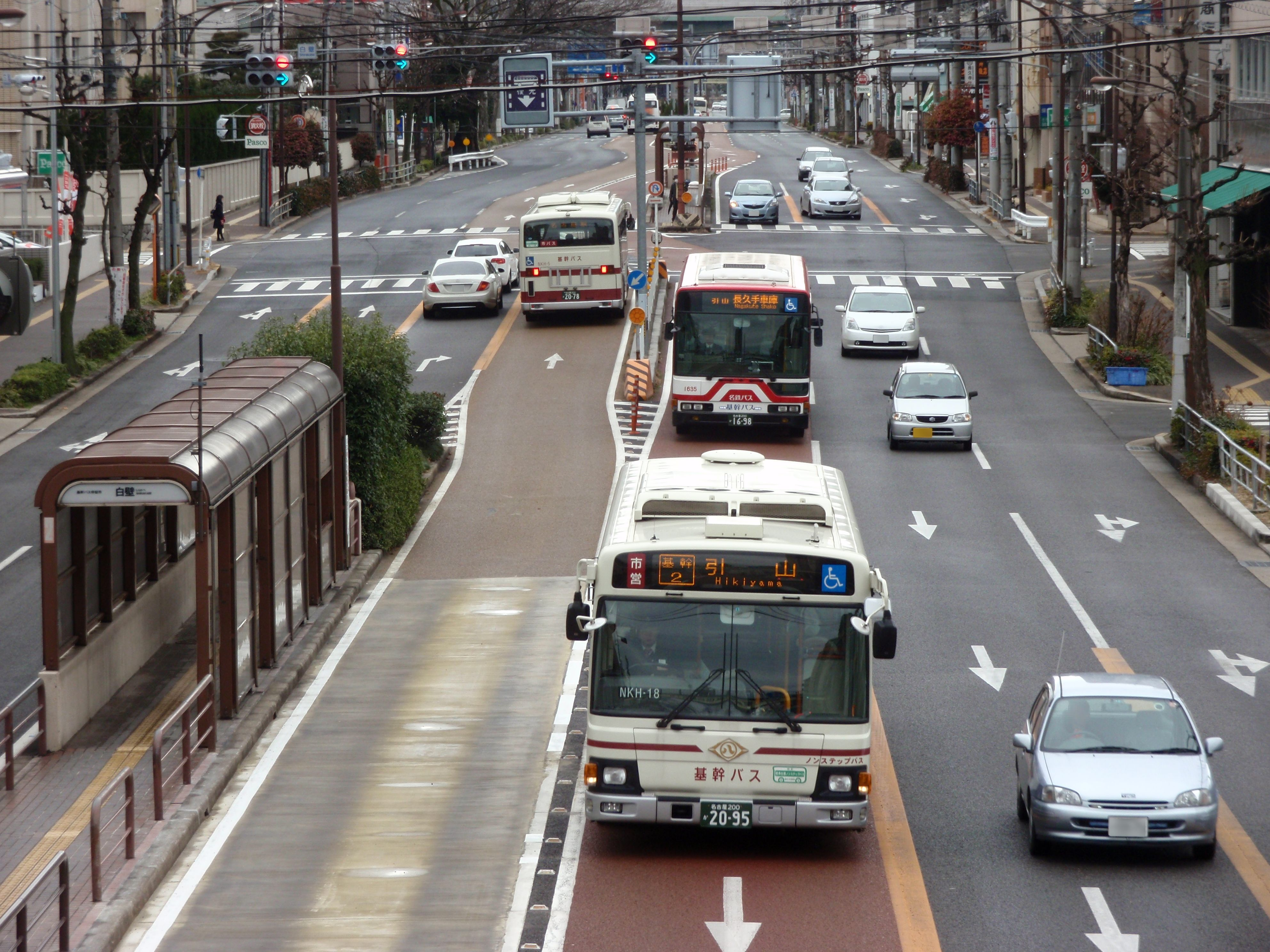
基幹バス（基幹2系統白壁停留所付近）

基幹バス（きかんバス）とは、名古屋市交通局（名古屋市営バス）と名鉄バスが運行する基幹バス路線の一つである。名古屋市交通局が運行する基幹バスには2007年まで「ミッキー」の愛称がついていた（基幹バスの「幹」から）が、現在は外されている。現在2系統ある。英語ではKey Route Busと表記し、地下鉄のLED車内案内の他、最近では引山、茶屋ヶ坂などのバス停でも見られる。

## 特徴

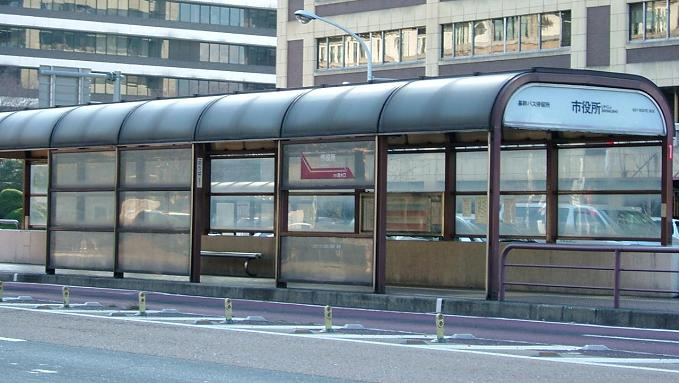
基幹2 市役所停留所（引山方面）

ダイヤの間隔はほぼ地下鉄並みに設定されている。（市バスに限ると昼間:栄発着が10分間隔で名古屋駅発着が20分間隔、朝:4分間隔、夕方:5分間隔）
停留所の間隔を通常の系統より長くする。
- 通常の系統と比較して2 - 3倍の距離

月 - 金はバスレーン規制を行う。（バス専用規制時間：7:00 - 9:00）
- レーンの区分をはっきりさせるためのカラー舗装
- 規制時間帯は監視カメラと道路情報掲示板によって、バスレーンを走る一般車両に対して警告を行う
- 方向別信号制御により交差点内での中央寄りレーンを直進するバスと右折する一般車の同時進入を防ぎ、互いの干渉を排除している。

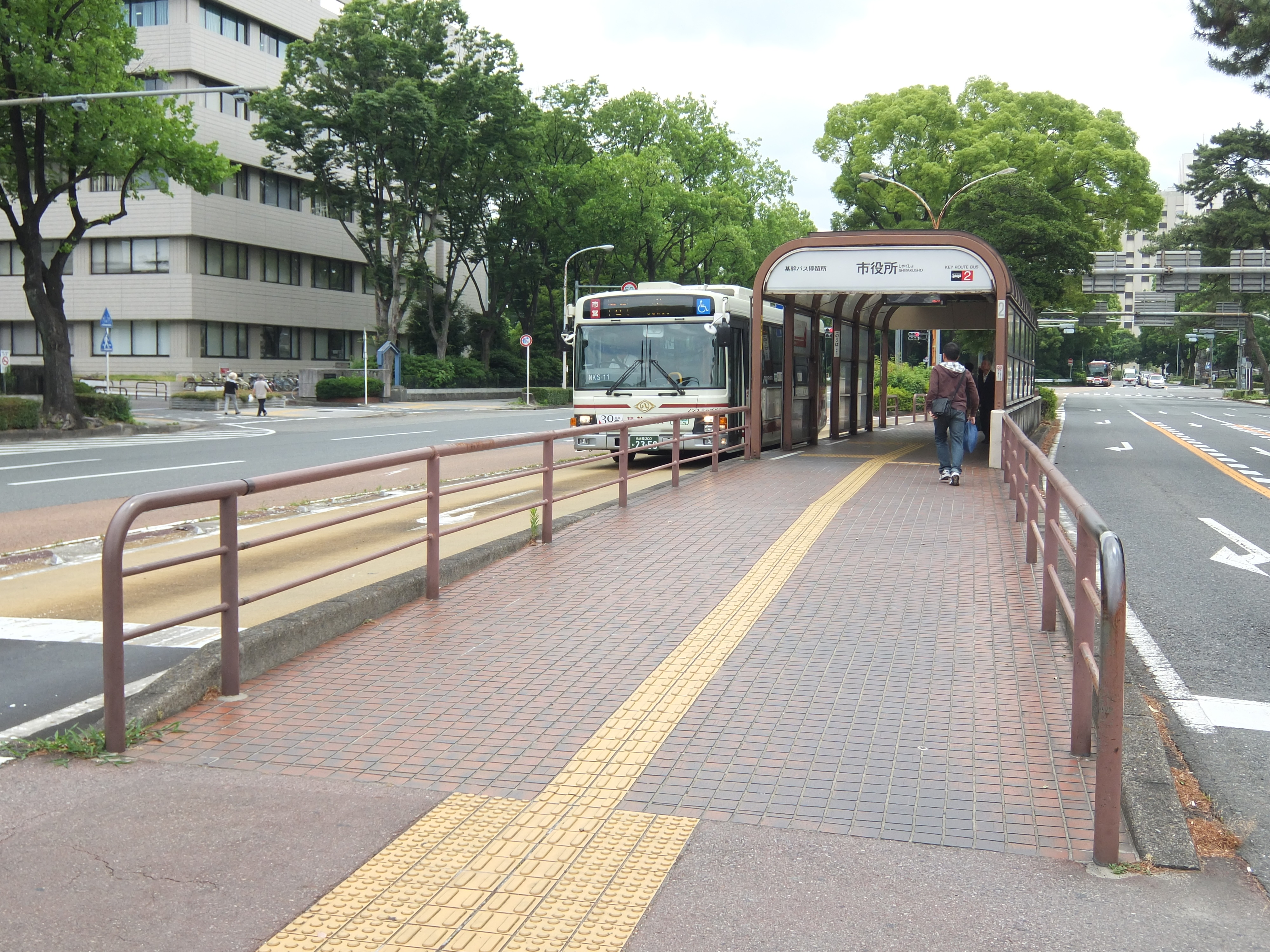
基幹2 市役所停留所（栄・名古屋駅方面）この停留所は、点字ブロック上の歩行者が万一車道側に転倒しても危険を回避できる構造になっている。

以上により、表定速度を向上させることを目標とするBRTに近しい特徴を持つ。

## 歴史
1974年の名古屋市電の全廃以降、当時の名古屋市は東京と比較すると軌道系交通路線網の密度が低いことや幅員の大きい幹線道路などがあり、「自動車型都市」とも言われるほど乗用車の利用率が高く、道路混雑が激しいため、早い時期から公共交通機関を優先するための対策を検討していた。「基幹バス」の構想は、1979年5月に名古屋市総合交通計画研究会が提案したもので、鉄道や地下鉄と同等の公共基幹路線という位置づけとして、地下鉄計画路線の実現まで代替交通機関として整備するか、地下鉄計画は存在しないが基幹的交通機関の必要な地区に整備する、という2種類の方向性が考えられていた。
この交通システムの理想は、道路中央部に専用車線と停留所を設置し、停留所間隔は地下鉄並みに800 mから1km程度とした上で、バス優先信号を採用することで交差点での停止をなくすなどの対応策により、表定速度の目標値を25 km/hに設定したものである。
この構想には次の路線が含まれていた。
- 東郊線（現在の基幹1号系統）
- 新出来町線（現在の基幹2号系統）
- 志段味線（栄 - 志段味。一部は現在のゆとりーとライン）
- 楠町線（栄 - 楠町。現在の幹栄1号系統や黒川11号系統に概ね相当）
- 富田町線（金山 - 富田。現在の金山22号系統に概ね相当）
- 南陽町線（熱田 - 福田。現在の幹神宮1号系統に概ね相当）
- 金城埠頭線（高畑 - 金城埠頭。現在のあおなみ線にほぼ並行）
- 山手通線（本山 - 新瑞橋。現在の名古屋市営地下鉄名城線の一部）

これを受けて、まず1982年3月に東郊線10.5 kmの運行を開始した。東郊線では平均停留所間隔は750 mで、道路の幅員も40 mと余裕があり、さらに鉄道との連絡箇所も多く需要が見込まれるという理由で選定された。ただし、道路中央には都市高速道路が通っているなどの理由から、中央走行式の採用は見送られた。
なお、この半年後にあたる同年9月には、一般バス路線の中で運行便数の充実や冷房化などの重点政策を図る路線を「幹線バス」と定義づけ、基幹路線のバックアップ機能を強化する方針となった。
システム導入後3年間の東郊線の状況は、表定速度が13 km/hから17 km/hに向上（平均所要時間では48分から37分に改善）、利用者は60 %（パーセント）増加した上、1986年の営業係数（100円の収入を得るための支出額）は77.2となった。
基幹バスシステムの導入効果が明らかになった1985年4月には、さらに理想に近い基幹バス路線として新出来町線を開設した。新出来町線では停留所間隔は650 mで、道路の幅員は一部で24.5mと余裕がない箇所もあったが、名古屋市営地下鉄東山線と名鉄瀬戸線の中間に位置し、鉄道網に恵まれない地区を経由するため、整備効果と需要はともに多いものと見込まれた。また、新出来町線では名古屋鉄道（当時）のバスと相互乗り入れとした。
システム導入後1年間の新出来町線は、表定速度が14.5 km/hから19.9 km/hに向上（平均所要時間では50分から34分に改善）、1986年の営業係数は87.6で黒字となった。
導入後の名古屋市が効果測定調査を行なった結果、基幹バスを「良かった」と考える利用者が83 %となっていたが、沿道住民からの評価も「良かった」が50 %となった上、自家用車のドライバーからも「良かった」という評価が38 %（ドライバーからの「良くない」という評価は25 %）を占めていた。

## 基幹1号系統（東郊線）
| 基幹1号系統専用車（NKH-4） |  | 基幹バスで運用される一般塗装車 |
| 基幹1号系統専用車（NKH-4） |  | 基幹バスで運用される一般塗装車 |

基幹1号系統は、1982年3月28日開通。名古屋市交通局が運行しており、名古屋市中区の栄と南区の笠寺駅、星崎、鳴尾車庫バス停を結ぶ。大部分の区間では道路中央に名古屋高速道路（都心環状線・3号大高線）の橋脚が存在するため、中央走行方式は断念され、バスレーンは道路の端に設置されている。バス停は一般バスと同じ施設を使用し、一部のバス停には停車しないことで速達性を確保している。このため、基幹1号が停車するバス停には次に停車するバス停の表示が基幹バスと一般バスのものに分けて表示されている。また、運行担当営業所は終点でもある鳴尾営業所であり、全便ノンステップバスによる運行である。
また、高速1号系統（2022年廃止）で運用されていたシートベルト付きノンステップバスも、送り込み（車庫への回送を兼ねての営業運転）で投入されている。この車は一般バス塗色なので、基幹バスとして運行する場合は前面に「基幹バス」というバスマスクによる大きな表示がされ、入口扉の横にも「基幹バス」というサボが取り付けられる。

### 運行系統
- 栄 - 鳴尾車庫
- 栄 - 星崎
- 栄 - 笠寺駅

### 担当営業所
- 鳴尾営業所

### 廃止・変更路線
- 栄 - 総合体育館[注 3]（2003年の再編で廃止。栄 - 笠寺駅に変更）

### 車両
いすゞ・エルガまたは三菱ふそう・エアロスターが基幹1号専用車として使用される。なお、エアロスターは令和4年度の新車入札の結果、三菱ふそうが落札したため、同路線に専用車として14年振りに投入された。また、2023年4月からはMUFGの5社からの寄付による燃料電池バストヨタ・SORAの試行導入が開始された。

## 基幹2号系統（新出来町線）・名鉄バス本地ヶ原線

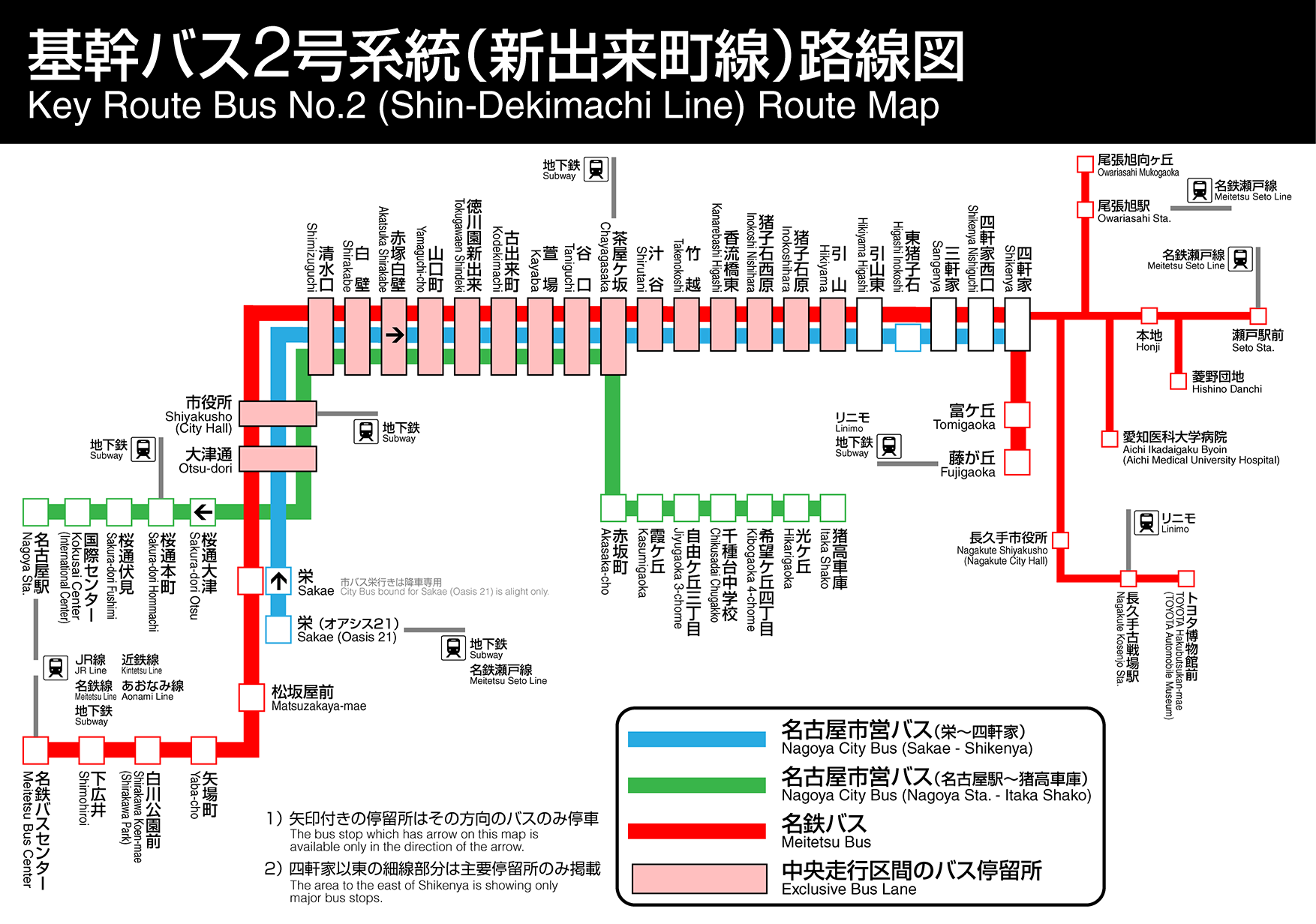
基幹バス2号系統（新出来町線）・名鉄バス本地ヶ原線の路線図

基幹バス新出来町線（きかんバスしんできまちせん）は、名古屋市営バス・名鉄バスが運行する路線である。

### 概要
名古屋市営バスが基幹2号系統・新出来町線として、名鉄バス（当時は名古屋鉄道）が本地ヶ原線として1985年4月30日開通。バスレーンが道路の中央にある（中央走行方式）のが特徴（桜通大津交差点 - 引山バスターミナル）。名古屋市営バスは名古屋駅と名東区の猪高車庫、また栄（オアシス21）と名東区の引山（引山バスターミナル）や守山区の四軒家を、名鉄バスは名鉄バスセンターから三軒家・藤が丘駅・トヨタ博物館前・尾張旭向ヶ丘・愛知医科大学病院・菱野団地・瀬戸駅前と郊外と名古屋都心を結ぶ役目を担っている。詳しい路線・廃線は名鉄バス名古屋営業所#本地ヶ原線を参照。

### 運行系統
栄では市バスはオアシス21内のバスターミナルに、名鉄バスは大津通の栄交差点付近の路上にバス停がある。

#### 市バス基幹2号
- 栄 - 引山
- 栄 - 引山 - 四軒家
- 市役所 - 引山（名古屋ウィメンズマラソン等のイベント時の臨時）
- 名古屋駅 - 猪高車庫

#### 名鉄バス本地ヶ原線
【】は系統番号
- 【30】名鉄バスセンター - 栄 - 引山 - 三軒家
- 【31】名鉄バスセンター - 栄 - 引山 - 藤が丘
- 【32】名鉄バスセンター - 栄 - 引山 - トヨタ博物館前
- 【33】名鉄バスセンター - 栄 - 引山 - みどりヶ丘 - 尾張旭向ヶ丘
- 【34】名鉄バスセンター - 栄 - 引山 - 愛知医科大学病院
- 【35】名鉄バスセンター - 栄 - 引山 - 菱野団地
- 【36】：名鉄バスセンター - 栄 - 引山 - 瀬戸駅前

#### 過去に存在した運用区間
市バス
- 栄 - 自由ヶ丘[注 4]（2003年の再編で廃止）
- 名古屋駅 - 自由ヶ丘[注 4]（2003年の再編で光ヶ丘まで延長）
- 栄 - 猪高車庫（2003年の再編で廃止）
- 名古屋駅 - 光ヶ丘（2017年の再編で全便猪高車庫まで延長）

名鉄バス
- 名鉄バスセンター - 栄 - 引山 - 本地
- 名鉄バスセンター - 栄 - 引山 - 瀬戸駅前 - 赤津
- 名鉄バスセンター - 栄 - 引山 - 岩作 - 愛知青少年公園（休日のみ）
- 名鉄バスセンター - 栄 - 引山 - 晴丘 - 尾張旭向ヶ丘（2017年の再編で廃止）

※ このうちの、瀬戸駅前 - 赤津、長久手役場前 - 愛知青少年公園は、基幹バス路線の完全に無くなった区間である。

### バス停一覧
なお、太字部分の大津通 - 引山間が基幹バスレーン（中央走行方式区間）である。また、赤塚白壁は東行きのみの停車である。

#### 名古屋市営バス
栄発着系統
栄（オアシス21バスターミナル） - 栄（大津通のりば） - 大津通 - 市役所 - 清水口 - 白壁 - 赤塚白壁 - 山口町 - 徳川園新出来 - 古出来町 - 萱場 - 谷口 - 茶屋ヶ坂 - 汁谷 - 竹越 - 香流橋東 - 猪子石西原 - 猪子石原 - 引山（引山バスターミナル） - 引山東 - 東猪子石 - 三軒家 - 四軒家西口 - 四軒家
名古屋駅発着系統
名古屋駅（市バスターミナル） - 国際センター - 桜通伏見 - 桜通本町 - 桜通大津（西行きのみ停車） - 大津通 - （この区間は栄発着系統と同じ） - 茶屋ヶ坂 - 赤坂町 - 霞ヶ丘 - 自由ヶ丘3 - 千種台中学校 - 希望ヶ丘4 - 光ヶ丘 - 猪高車庫

#### 名鉄バス
三軒家発着系統（30系統）
名鉄バスセンター - 下広井 - 白川公園前  - 矢場町 - 松坂屋前 - 栄（大津通のりば） - 大津通 - 市役所 - 清水口 - 白壁 - 赤塚白壁 - 山口町 - 徳川園新出来 - 古出来町 - 萱場 - 谷口  - 茶屋ヶ坂 - 汁谷 - 竹越 - 香流橋東 - 猪子石西原 - 猪子石原 - 引山（引山バスターミナル） - 引山東 - 三軒家
藤が丘発着系統（31系統）
名鉄バスセンター - （この区間は三軒家発着系統と同じ） - 四軒家西口 - 四軒家 - 富ヶ丘 - 藤が丘
トヨタ博物館前発着系統（32系統）
名鉄バスセンター - （この区間は三軒家発着系統と同じ） - 四軒家西口 - 四軒家 - 黒石 - 草掛 - 落合 - 長久手文化の家北 - 西島 - 長久手市役所 - 岩作組合前 - 大久手橋 - 長久手古戦場駅 - トヨタ博物館前
尾張旭向ヶ丘発着系統（33系統）
名鉄バスセンター - （この区間は三軒家発着系統と同じ） - 四軒家西口 - 四軒家 - 西本地ヶ原 - 本地原小学校 - みどりヶ丘 - 長坂町 - 稲葉橋 - 稲葉町 - 北山町 - 旭小学校前 - 尾張旭消防署 - 尾張旭市役所 - 尾張旭駅 - 新居町 - 森林公園南門 - 尾張旭向ヶ丘
愛知医科大学発着系統（34系統）
名鉄バスセンター - （この区間は三軒家発着系統と同じ） - 四軒家西口 - 四軒家 - 西本地ヶ原 - 本地ヶ原 - 中畑 - 晴丘 - 長久手高校北 - 長久手高校東門（西行きのみ） - 研究棟前 - 本館前（病院行きのみ停車） - 愛知医科大学病院
菱野団地発着系統（35系統）
名鉄バスセンター - （この区間は三軒家発着系統と同じ） - 四軒家西口 - 四軒家 - 西本地ヶ原 - 本地ヶ原 - 中畑 - 晴丘 - 東本地ヶ原 - 坂上 - 本地 - 西原 - 高根町 - 神川 - 瀬戸口町 - 西米泉町 - 米泉町 - 瀬戸西高前 - 菱野団地
瀬戸駅前発着系統（36系統）
名鉄バスセンター - （この区間は三軒家発着系統と同じ）  - 四軒家西口 - 四軒家 - 西本地ヶ原 - 本地ヶ原 - 中畑 - 晴丘 - 東本地ヶ原 - 坂上 - 本地 - 西原 - 原山 - 長根 - 東長根 - 瀬戸商工会議所前 - 瀬戸市役所南 - 新開地 - 瀬戸駅前

### 担当営業所

#### 市バスの担当便
- 浄心営業所
- 猪高営業所
- 大森営業所

※ 浄心営業所が主担当、猪高・大森は副担当。栄系統は浄心・大森が、名古屋駅系統は浄心・猪高が担当。かつては、那古野営業所と猪高営業所のみの運行であったが、2003年に那古野営業所が閉所となったため、浄心営業所が担当するようになった。副担当は、これまで猪高営業所のみ担当であったが、新たに大森営業所が加わる形となった。また、四軒家発着の便は全て大森営業所のみが担当する。

#### 名鉄バス担当便
- 名古屋営業所
- 名古屋中央営業所

※ 名古屋営業所が主担当、名古屋中央営業所は副担当。31系統（藤が丘発着）・33系統（尾張旭向ヶ丘発着）・35系統（菱野団地発着）は名古屋営業所のみが担当。名古屋中央営業所は30系統（三軒家発着）を担当することが多い。

### 路線変更
2003年12月13日に名古屋市営地下鉄名城線開業に伴うダイヤ改正で名古屋市営バスが運行する区間が三軒家まで延長。
2004年3月1日に四軒家まで再延長され、現在に至る。ただし、引山 - 四軒家間は出入庫時の運行であるため、便数は少なく特定の時間に集中している。
なお、定期券の相互利用区間は変わっていない。料金も三軒家から先の部分について両社局ともに変更されていないため、料金格差が生じている。2023年10月現在、栄 - 四軒家間は市バスの210円に対し、名鉄バスは400円と大きな差がある。また、市バスは引山東と三軒家の間にある東猪子石にも停車するが、名鉄バスは通過する。

#### 注意点
栄 - 引山は名古屋市交通局と名鉄バスによる共同運行区間となっているため、以下の点に留意する必要がある。
市バス・名鉄バスとも「後乗り前降り、運賃後払い」制になっている。名古屋市交通局で運賃後払い路線は本路線とゆとりーとラインのみ。
運賃の支払方法、使用できる乗車カードなどについても一部異なる。
- 市バス・名鉄バスの双方で、manacaおよび相互利用が可能な交通系ICカードが利用できる。2012年2月までは共通カード利用システム「トランパス」により、プリペイドカード（ユリカ、SFパノラマカード、あおなみカード）も利用できた。また、名古屋市交通局・名鉄バス双方発行の昼間割引バスカードでも相互乗車可能であった[4]。どちらかのみに有効の乗車券・カードを所持する乗客の誤乗車を防ぐため、市バスの前面には「市営」、後扉には「市バス」、名鉄バスの後扉には名鉄バスの社章のステッカーが貼られている。
- 交通局が発行するドニチエコきっぷ等の一日乗車券類に関しては、名鉄バスでは共同運行区間内でも利用できない。名鉄バスの定期券に関しては栄 - 引山の区間内を指定する通勤・通学定期券に限り、どちらの運行便でも乗車が可能である[5]。なお、市バスの全線定期券では栄 ‐ 引山間および名鉄バスセンターで乗降する場合に限り、どちらの運行便でも乗車が可能である[6]。
- 市バスの場合、全区間均一料金のため乗車時の整理券発行はなく、下車時に料金を支払う。料金箱に乗車料金以上の金額を投入した場合お釣りが出るため、事前の両替の必要はない。
- 名鉄バスの場合、名鉄バスセンター - 三軒家間以外は均一料金でないため、乗車時に整理券を受け取る必要がある。ICカードは乗車時に読取機にタッチする必要がある。運賃箱に乗車料金以上の金額を投入した場合お釣りが出ないため、予め併設の両替機で両替しておく必要がある（下車時にも両替可能だが下車時間が延びる原因となる）。トラブル防止のため、運賃箱の周りに注意書きのシールを貼っている場合がある。
- 名鉄バスにおいても市バス同様に令和4年から敬老パスと福祉特別乗車券を利用できるようになったが、基幹バスの市内区間として名鉄バスセンター〜黒石、西本地ヶ原、藤が丘と決められている。なお、利用時には各区役所で受取口座を登録し、チャージした上で後日使用分が返金される立替方式での運用となっている。

栄 - 引山間の停留所は両者共通であるが、栄のバス停のみ位置が異なる。市バスはオアシス21内のバスターミナルであるが、名鉄バスは大津通の路上にある（引山方面に向かう名鉄バスのバス停は市バスも停車する。但し、降車の扱いはしない）。引山 - 四軒家間では同一名の停留所でもバス停の位置が異なる。
市バスの名古屋駅方向行きは猪高車庫発のみで桜通大津から分岐するため栄を通らない。また同じく市バスの四軒家・引山方面からの便は栄行きしかないので、乗り換え無しで名古屋駅まで行きたい場合は名鉄バスに乗る必要がある。この場合、栄から先は名鉄バスの運賃210円が別途必要となり、その旨車内アナウンスで告知される。名鉄バスは栄から矢場町、白川公園、下広井（若宮大通）を経由して名古屋駅にある名鉄バスセンターへ至る。
尚、市役所停留所では栄・名古屋駅方面行きのみ平日朝ラッシュ時間帯、交通局職員が車外後部ドア付近にも台車に載せた可搬式運賃箱を設置し、バス停内の専用電源で作動させ下車精算を行っている（この際は前後どちらのドアでも降車可能）が、名鉄バスのmanaca定期券はこの運賃箱では処理できないため、バス車内の運賃箱にタッチする必要がある（停留所にも注意書きがある）。

### バスレーン

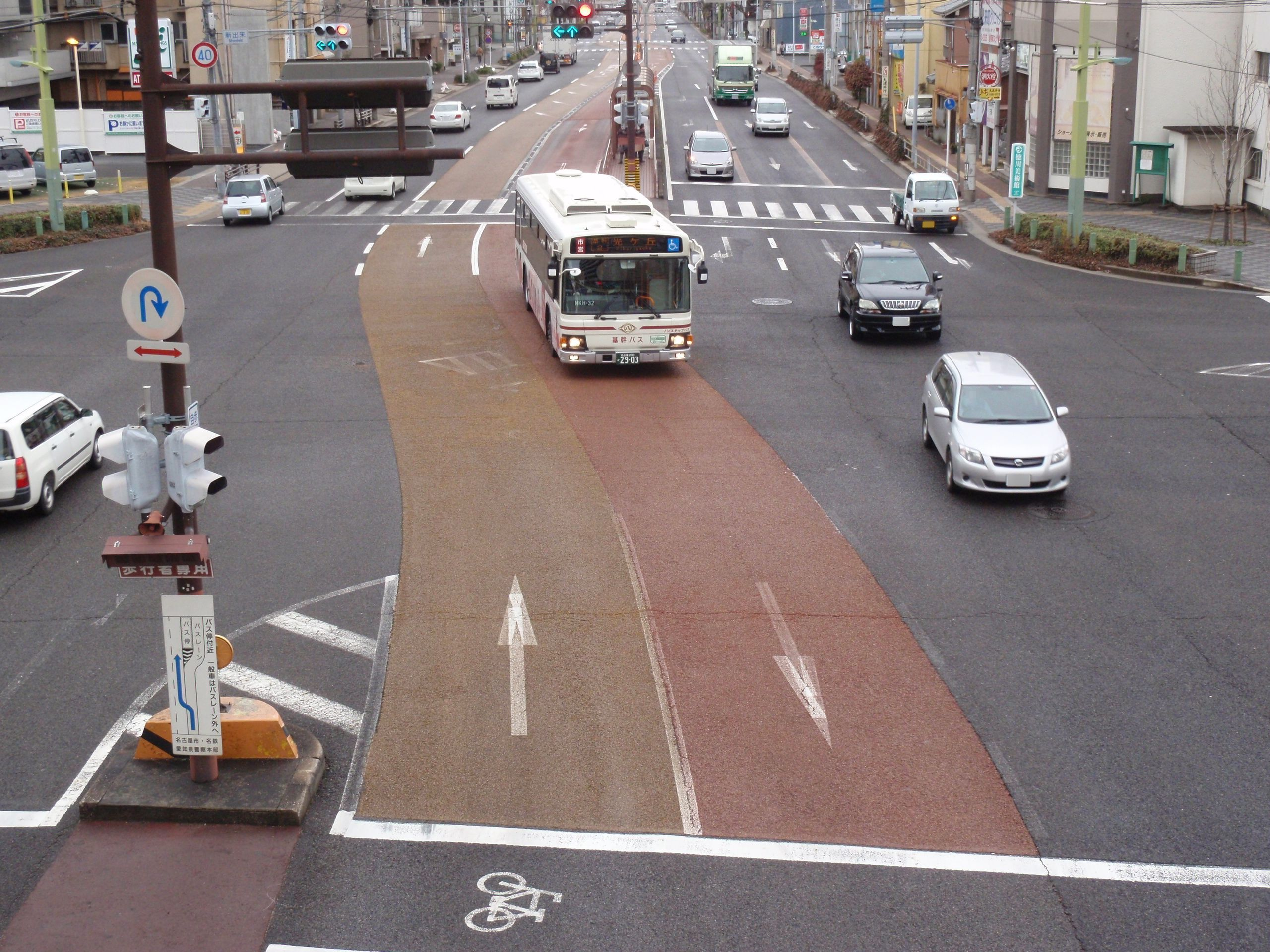
交差点中央ではバスレーンを左に湾曲させている

中央走行方式の道路では、限られた道路幅を有効に活用するため、道路中央の安全地帯（バス停留所）は交差点をはさんでほぼ中央に位置し、交差点の中央では、バスレーンは左側に湾曲させている。交差点における各車線の進行方向指定は、4車線道路で一般的な「←・↑・↑・→」ではなく、「←・↑・→・↑」であるが、この状態では右折車がバスレーン（直進車線）と交差してしまうため、ほとんどの交差点が方向別に完全分離した矢印信号となっている（特徴の項目を参照）。このほか、右折禁止の交差点については誤って右折車が侵入する事が無いよう物理的に右折ができないような走路配置をしている箇所がある。

### 車両
この路線は中央走行方式に伴う停留所の構造（バス停付近でバスレーンが大きく湾曲している）により、ノンステップバスの導入はされていなかったが、平成19年度以降に名古屋市交通局がジェイ・バス製の大型ノンステップバス（日野・ブルーリボン、いすゞ・エルガ）を順次導入し、全車が置き換わった。かつては、名古屋市交通局の車両は那古野営業所と猪高営業所が運行を担当しており、那古野営業所属車が三菱ふそう・エアロスターを、猪高営業所属車が日野・ブルーリボンを使用していた。2003年に那古野営業所が閉所となった後は、浄心営業所に移管されたが、これまで猪高営業所に加え、大森営業所が新たに基幹バスの運行に参入する事になったため、三菱ふそう車は、浄心営業所と大森営業所に、日野車は猪高営業所と大森営業所に分散して所属していた。かなり稀ではあるが、一般色の車両が代走に入ることがあり、この場合の乗車方式は本系統に合わせて後乗り前降りとなる。浄心、大森、猪高には鳴尾のようにサボやバスマスクを掲出する装備がないため、基幹バスのステッカーが貼られる。それに加えて、代走時は乗降方式が他の一般系統とは逆になるため「入口」「出口」のステッカーの上に「出口」「入口」のステッカーも貼られる。また、2024年度に基幹2系統においても基幹1系統と同様、三菱ふそう・エアロスターが導入された。なお、2025年度の落札分は、いすゞ自動車となったため、基幹2系統では唯一となる現行エルガが1台導入される予定となっている。
名鉄バスは2004年から名古屋市営バスに先駆けて、バリアフリー対応車両としてワンステップバスを導入していたが、2008年から名古屋市交通局に続いてノンステップバス（三菱ふそう・エアロスターエコハイブリッド）を導入し、2008年4月から使用開始して来た。これはハイブリッドシステムを搭載するなど、環境に配慮した車両であるが、ハイブリッドシステムが複雑なゆえに車輌故障等が頻発し、平成25年度新車導入のノンステップバスへの置き換えで、津島営業所や岡崎営業所などに転出し基幹バスから撤退。最終的に転出先で廃車となった。座席数を稼ぐためにノンステップエリアに座席を増やした結果通路が狭くなり、立客の多い朝夕のラッシュには他の車両と比べ混雑や乗降時間が増大するなどの欠点があった。試験的に導入した4台は全て水色の塗色だが、他は青、橙、黄、黄緑、緑、紫などがあった。2023年3月現在、車両は全てエアロスターで運行されており、基本はノンステップバスで運行されるが、少数ではあるものの4つ折戸のワンステップバスも活躍している。2024年3月22日より、中国・BYD製のK8が1台投入された。2025年3月より、いすゞ・エルガEVと、トヨタ・SORAが1台ずつ導入されている。

#### 新出来町線・本地ヶ原線の車両ギャラリー

現在の車両
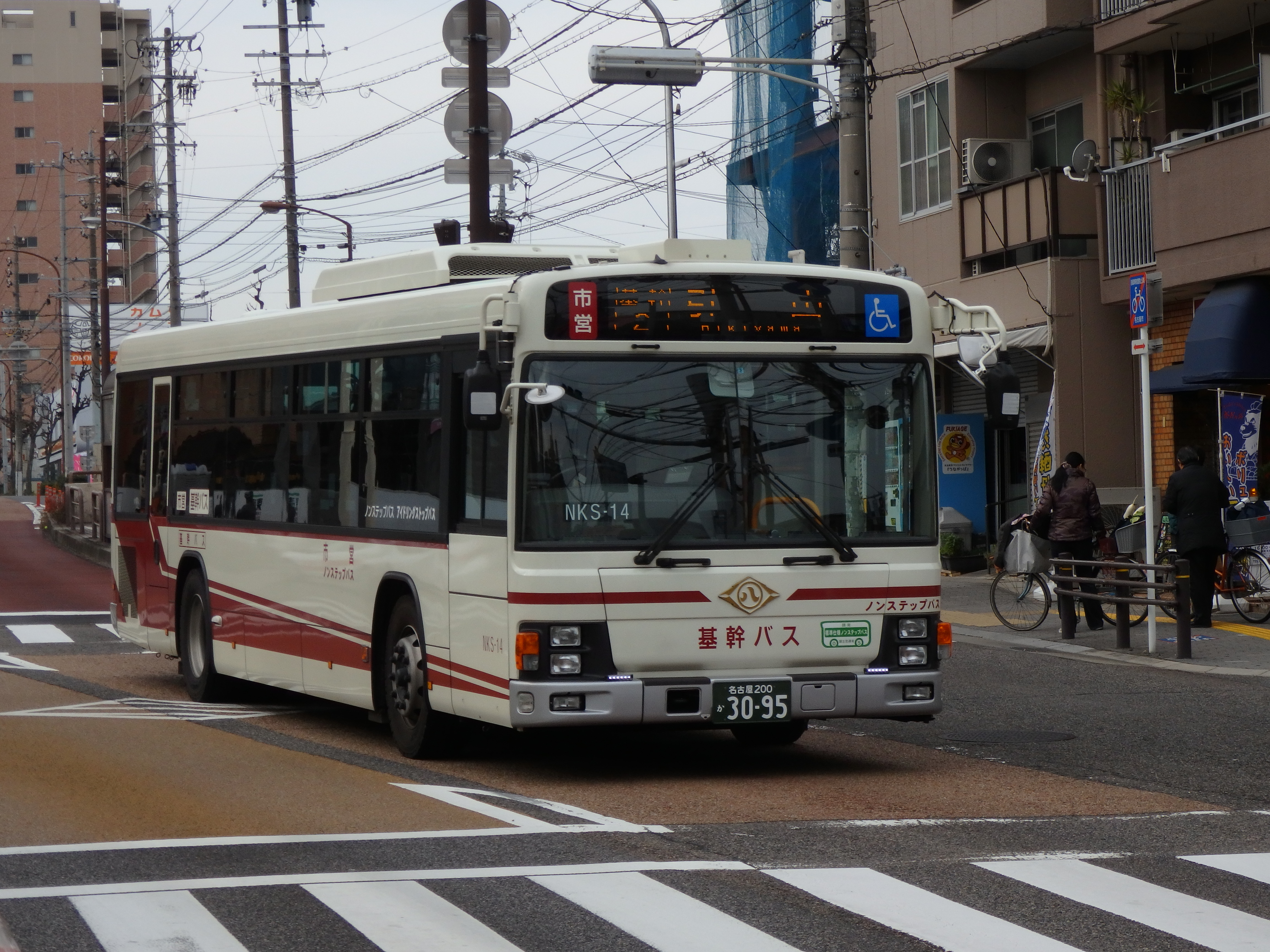
名古屋市営バス いすゞ・エルガ
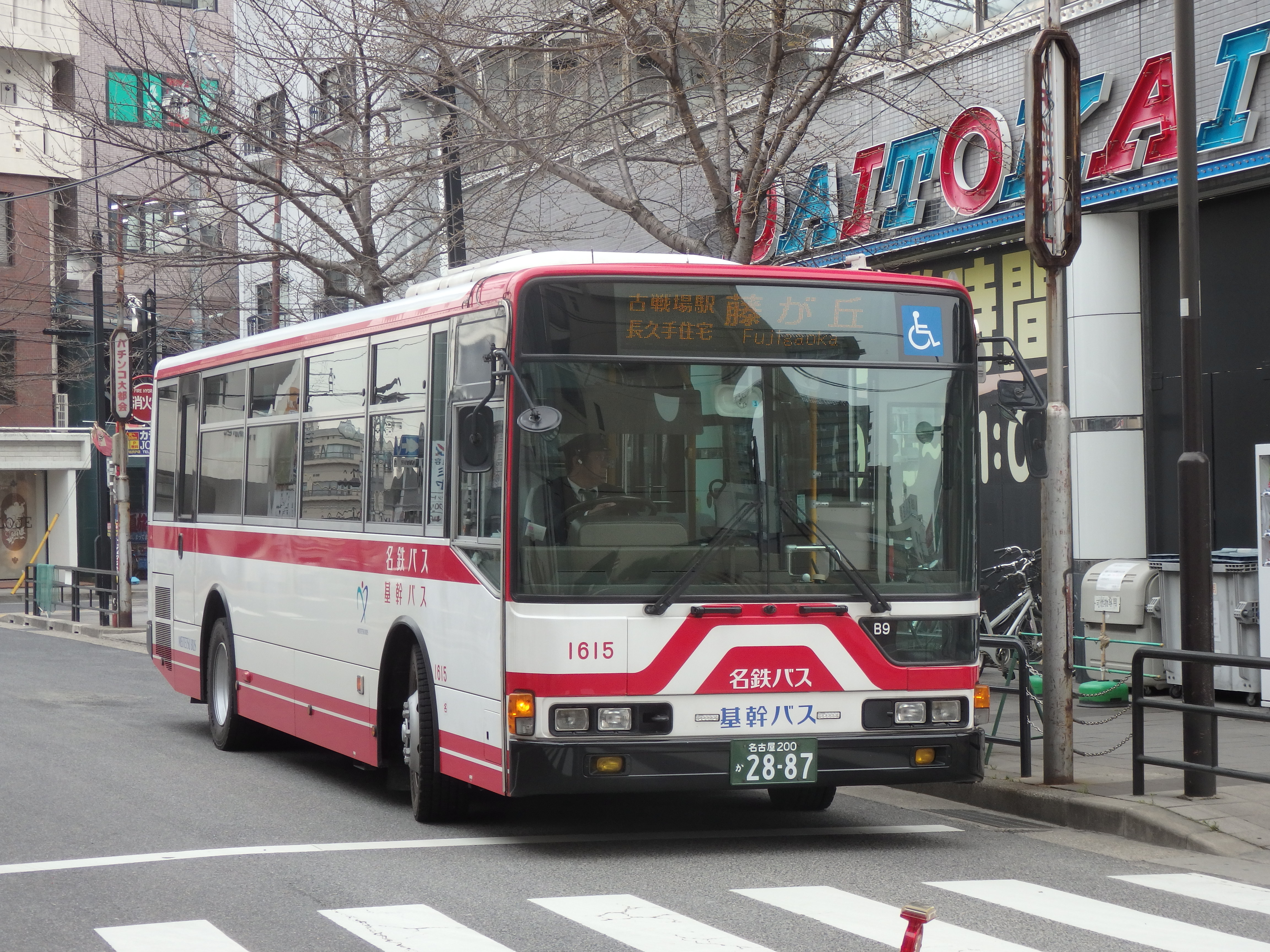
名鉄バス 三菱ふそう・エアロスターワンステップ（一般路線運用時の姿。藤が丘駅にて）

過去の車両
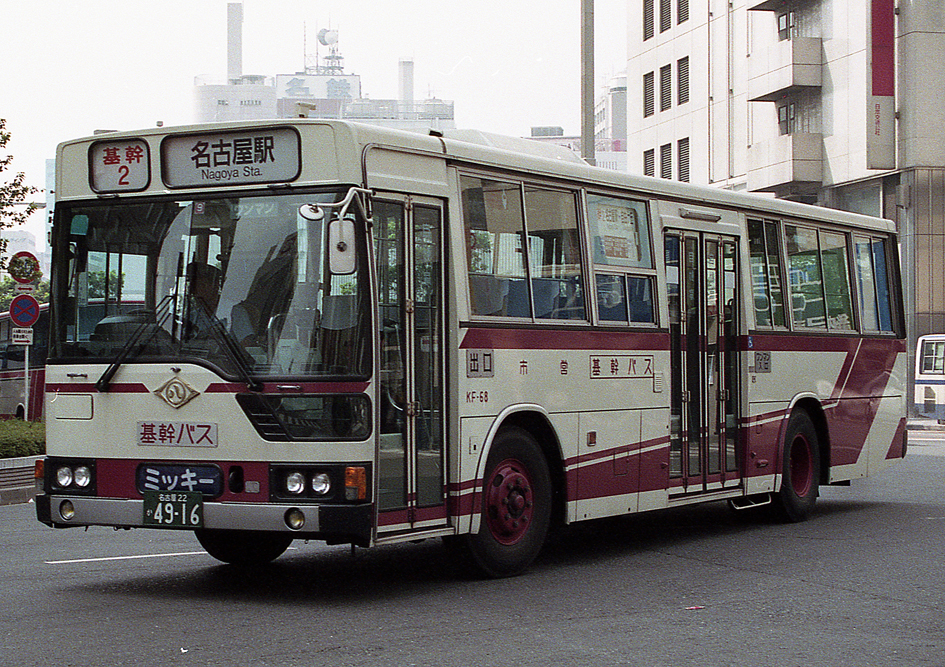
名古屋市営バス 基幹2 三菱ふそう・エアロスターM　那古野営業所所属
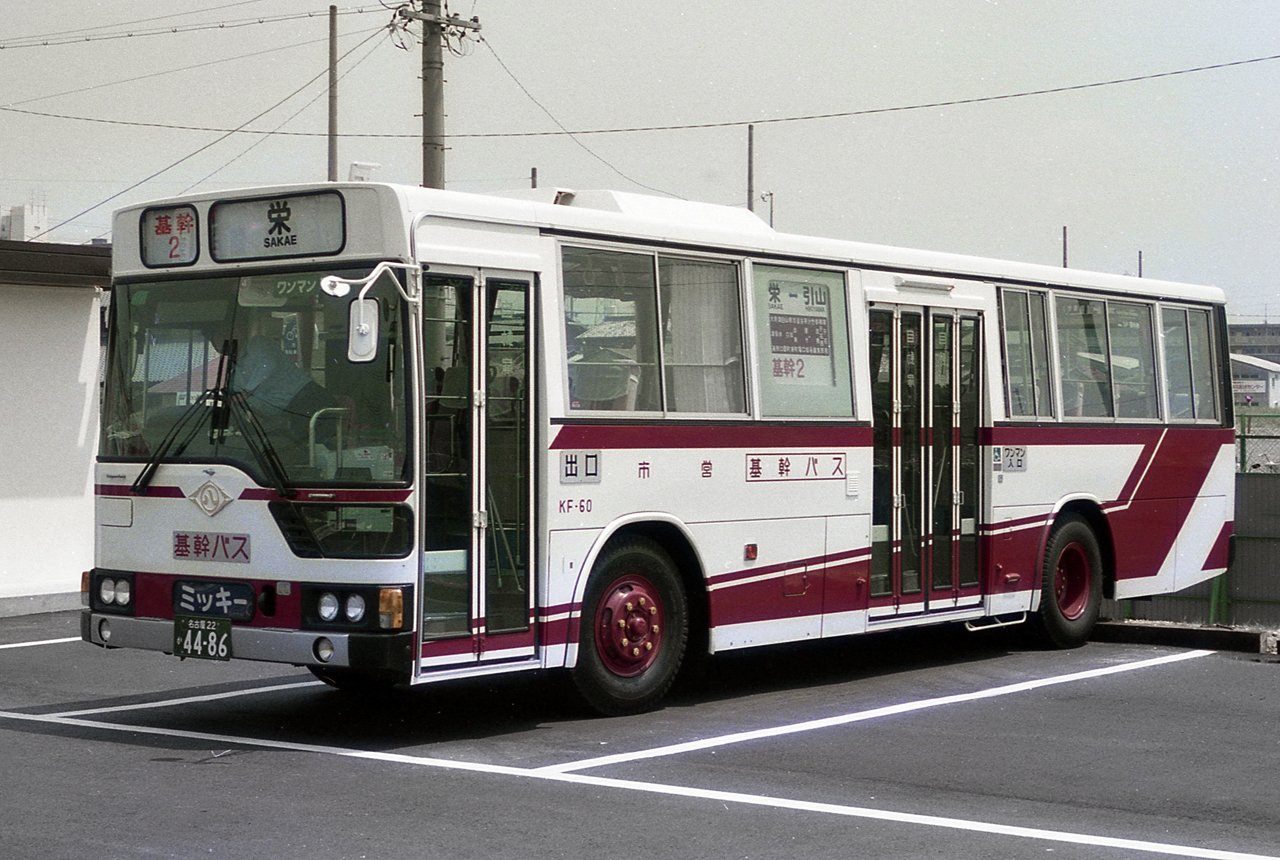
名古屋市営バス 基幹2 三菱ふそう・エアロスターM
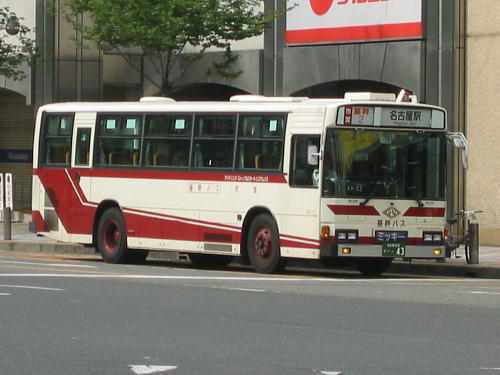
名古屋市営バス 基幹2 日野・ブルーリボン　猪高営業所所属
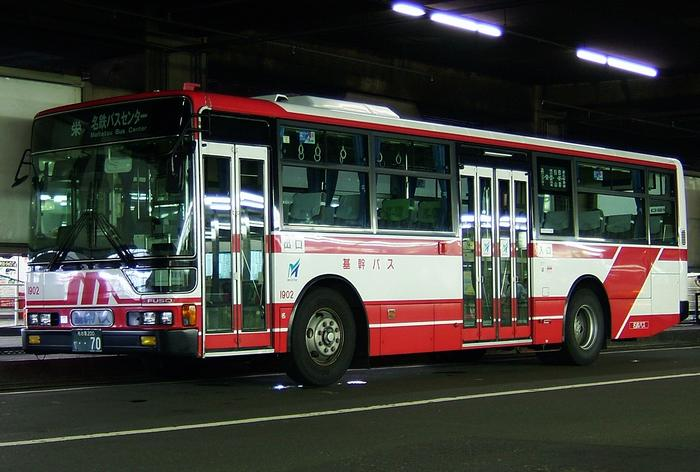
名鉄バス 基幹2仕様 三菱ふそう・エアロスター
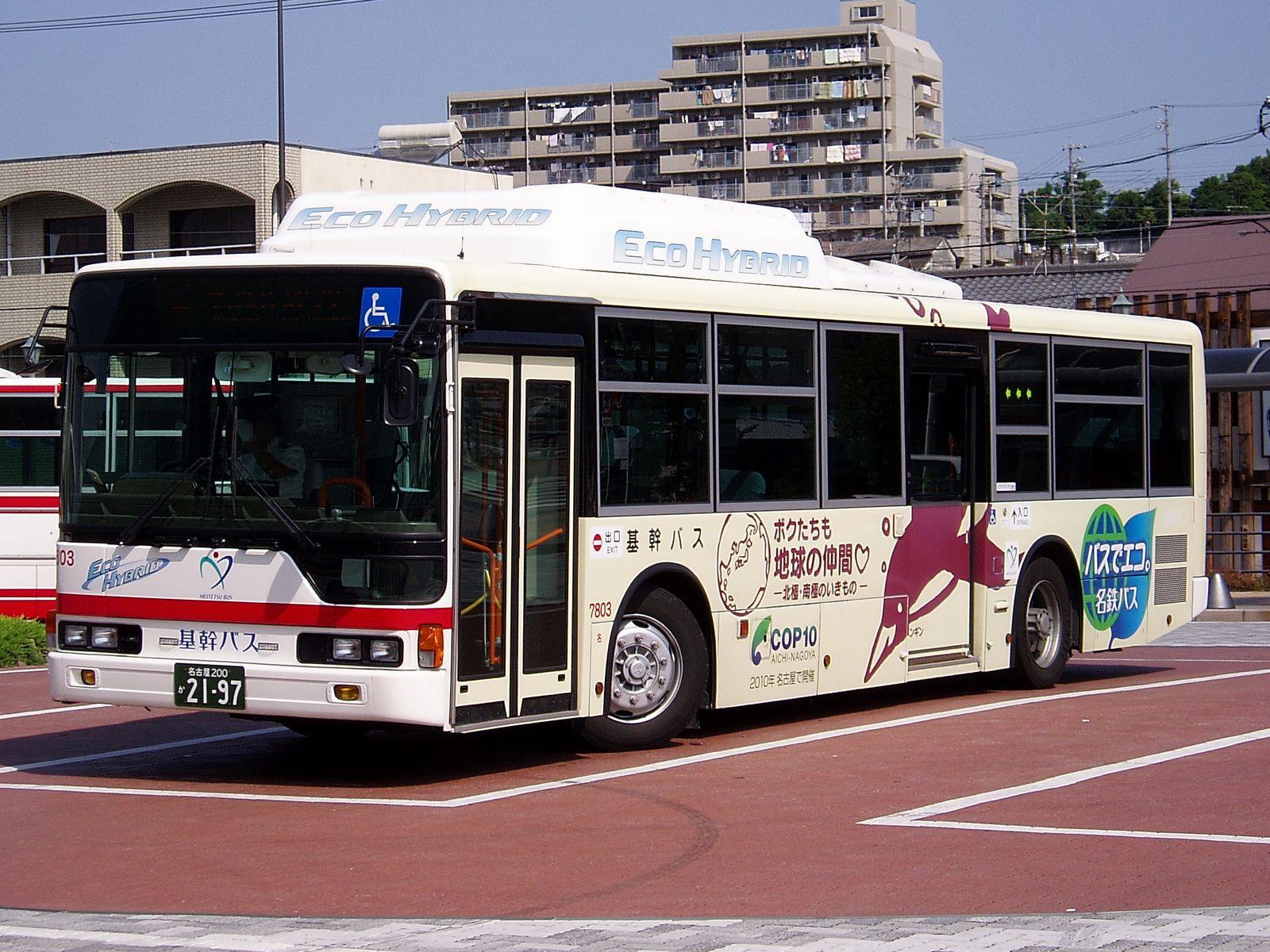
名鉄バス 三菱ふそう・エアロスターエコハイブリッド